# Nyctimystes sauroni
Nyctimystes sauroni – gatunek płaza bezogonowego z podrodziny Pelodryadinae w rodzinie rzekotkowatych (Hylidae). Endemit Nowej Gwinei.

## Taksonomia
Gatunek ten opisali w 2006 roku Richards i Oliver, nadając mu nazwę Litoria sauroni. Autorzy wyodrębnili go (wraz z Litoria dux) z Litoria graminea w oparciu o różnice w morfologii. Obecnie wszystkie te gatunki umieszczane są w rodzaju Nyctimystes.
Epitet naukowy pochodzi od Saurona – postaci ze stworzonej przez J.R.R. Tolkiena mitologii Śródziemia, występującego w trylogii Władca Pierścieni pod postacią oka; nazwę tę nadano w odniesieniu do uderzającego czerwono-czarnego cętkowania oczu tego gatunku.

## Rozmieszczenie geograficzne i siedlisko
Płaz żyje tylko w Papui-Nowej Gwinei. Pierwotnie znano go tylko z dwóch miejsc na południu kraju, w prowincjach Southern Highlands oraz Gulf. Obecnie wiadomo, że jego zasięg występowania jest szerszy i że występuje on na południowych nizinach i podnóżach gór od rzeki Lakekamu na wschodzie do dorzecza Kikori na zachodzie.
Siedlisko zajmowane przez tę rzekotkę to tropikalny las deszczowy, zajmuje ona korony drzew.

## Rozmnażanie
Samce nawołują swe wybranki nocą, usadowiwszy się wysoko na drzewach. Przypuszcza się, że samice składają swe jaja w dziuplach drzew. W rozwoju bierze udział larwa, czyli kijanka.

## Status
W Czerwonej księdze gatunków zagrożonych IUCN płaz ten od 2020 roku klasyfikowany jest jako gatunek najmniejszej troski (LC, ang. Least Concern); wcześniej, od 2008 roku uznawano go za gatunek niedostatecznie rozpoznany (DD, ang. Data Deficient).
Gatunek ten wydaje się umiarkowanie pospolity, choć zamieszkiwanie przezeń koron drzew utrudnia naukowcom odnajdywanie go. Trend populacyjny pozostaje nieznany.